# كورف غيمز
كورف غيمز (بالإنجليزية: Curve Games)‏، تعرف سابقًا باسم كورف ديجيتال (بالإنجليزية: Curve Digital)‏ هي شركة بريطانية لنشر ألعاب الفيديو، تأسست سنة 2005، ومقرها في العاصمة البريطانية لندن، أحد أشهر الألعاب المنتجة هي هيومن: فال فليت.